# Khamrabaevita
La khamrabaevita és un mineral de la classe dels elements natius. Anomenada així per Ibragim Khamrabaevich Khamrabaeva, director de l'Institut de Geologia i Geofísica de Tashkent, Uzbekistan. És àmpliament utilitzat en la indústria ceràmica, tot i que generalment s'empren espècimens sintètics.

## Classificació
A la classificació de Nickel-Strunz apareix classificat com a metall o aliatge intermetàl·lic i dins d'aquest grup com a carbur (1.BA.20). A la classificació de Dana apareix com a element natiu o aliatge i dins d'aquest grup com a metall (1.1.19.2).

## Característiques
La khamrabaevita és un mineral de fórmula química (Ti,V,Fe)C. La seva duresa a l'escala de Mohs és 9 a 9,5.

## Formació i jaciments
S'ha descrit a l'Uzbekistan i al Tadjikistan. S'ha localitzat en pòrfirs basàltics, associada amb cristalls de suessita.